# Requisite organization
Requisite Organization é o nome dado por Elliott Jaques à síntese de suas descobertas e teorias, pouco antes de sua morte e também o nome de seu último livro publicado.
Elliott Jaques cunhou esse nome a partir da palavra inglesa "Requisite" cuja melhor tradução ao português seria "aquilo que é essencial dada a natureza das coisas" -- e portanto a melhor tradução do termo original seria "teoria da organização natural" ou ainda "teoria da organização essencial".
As descobertas de Jaques compõe um sistema completo de gestão e constituição, seleção, de-seleção, avaliação do potencial,análise de desempenho, remunerações, desenho de funções e alocamento de recursos humanos.
Todo o sistema é baseado em medições de variáveis cientificamente identificadas como sendo ligadas ao comportamento natural das pessoas dentro das empresas.
Algumas descobertas de Jaques foram muito importantes:
- o intervalo temporal de discernimento
- as relações dessa variável anterior com o salário precebido como justo e a complexidade da cognição
- a importância do conceito de accountability nas empresas.(Jaques insistia que a tradução desse termo inglês para o português e o espanhol como sendo "responsabilidade" não era exato, pois isso se confunde com a tradução do termo inglês responsibility. Jaques dizia que a accountability referia-se a um cargo ou posto de trabalho e podia ser definida como "a obrigação que um ocupante de um certo posto de trabalho tem em prestar contas de suas atividades a outrem")[1]
- a evolução da cognição nos animais inferiores até o homem em estratos descontínuos de complexidade crescente